# Zweiteilige Schuppensegge
Die Zweiteilige Schuppensegge (Carex simpliciuscula Wahlenb., Syn.: Kobresia simpliciuscula (Wahlenb.) Mack.), auch Seggen-Schuppenried, Zweiteiliges Schuppenried oder Kobresie genannt, ist eine Pflanzenart aus der Gattung der Seggen (Carex) innerhalb der Familie der Sauergrasgewächse (Cyperaceae). Sie  ist auf der Nordhalbkugel weitverbreitet.

## Beschreibung

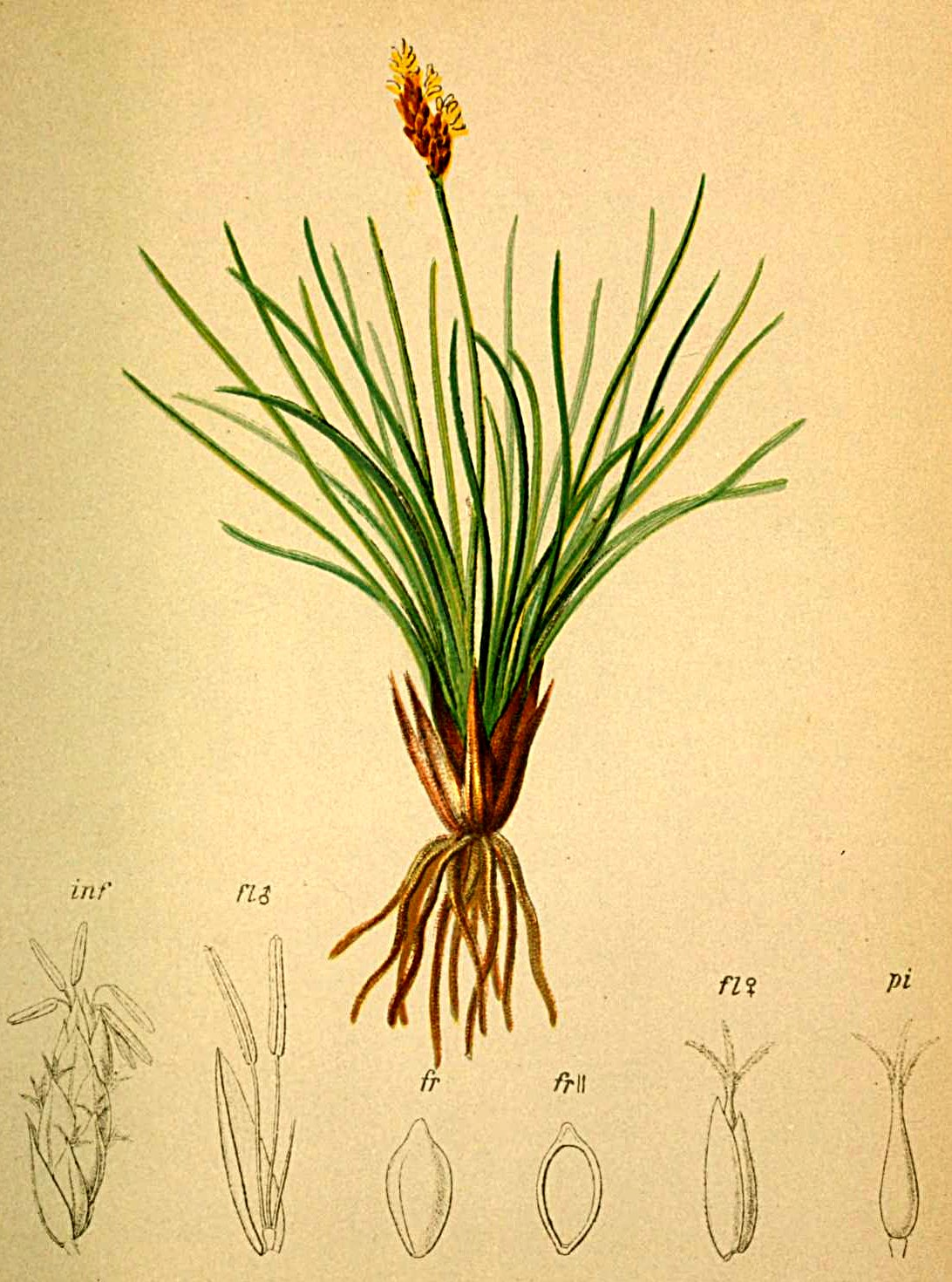
Illustration aus Atlas der Alpenflora

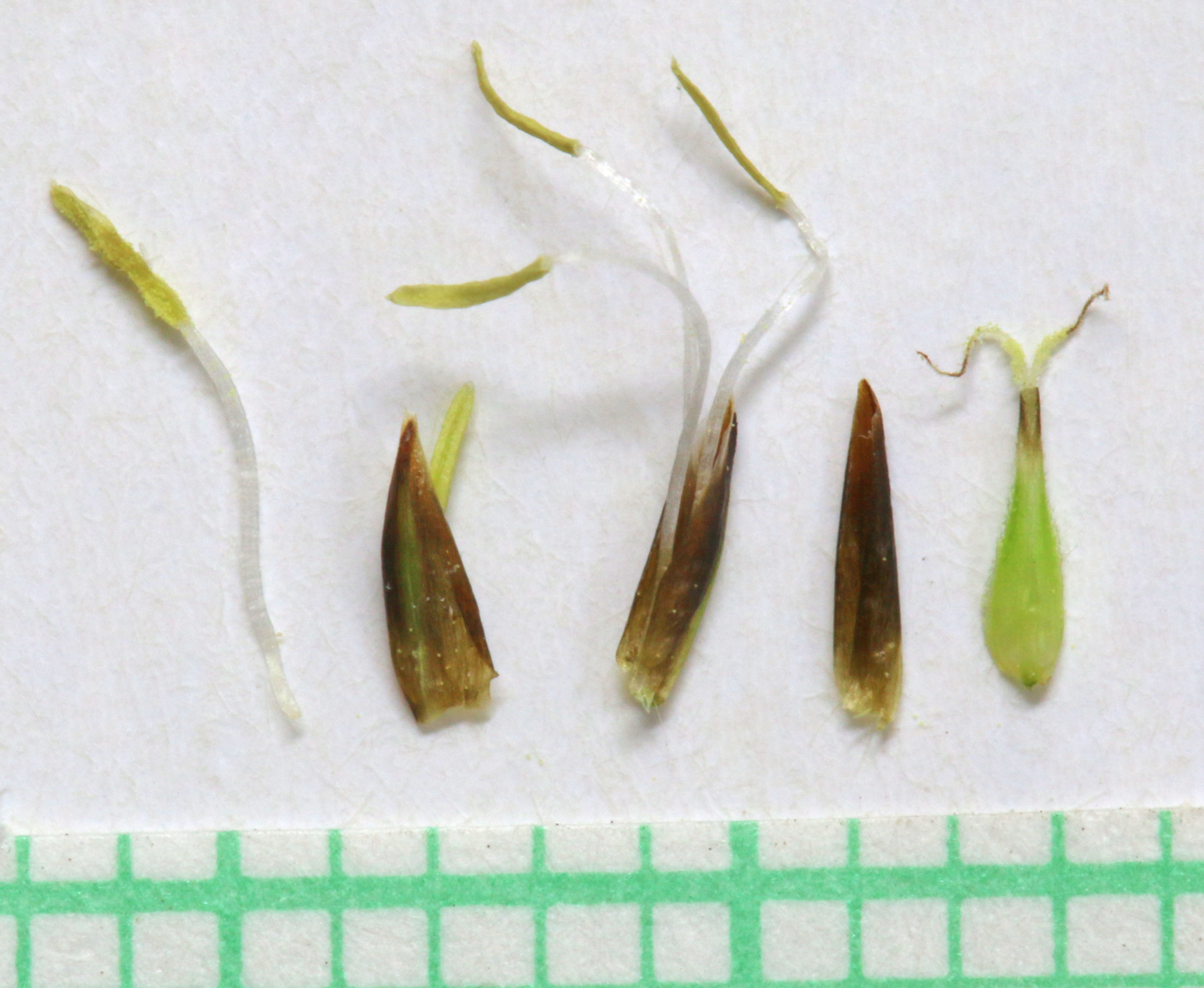
Blütenteile im Detail

### Vegetative Merkmale
Die Zweiteilige Schuppensegge ist eine ausdauernde krautige Pflanze, die Wuchshöhen von 3 bis 20, bis zu 30 Zentimetern erreicht. Sie wächst rasenförmig. Die starr aufrechte Stängel sind etwa 1 Millimeter dick, glatt oder nur oben etwas rau, fast stielrund oder undeutlich dreikantig. Die Blattscheiden sind hellbraun und matt. Die Blattspreiten sind schmal, mehr oder weniger rinnig zusammengefaltet, bis etwa 2 mm breit, kürzer als der Stängel und am Rand rau.

### Generative Merkmale
Die Blütezeit liegt zwischen Juli und August. Der endständige Blütenstand ist 1 bis 3 Zentimeter lang und aus 4 bis 5 (bis 10) dicht gedrängten Ähren zusammengesetzt, von denen jede wieder aus mehreren Ährchen zusammengesetzt ist. Die seitlichen Ähren stehen angedrückt aufrecht, wobei die endständige Ähre größer ist. Jede Ähre besteht aus mehreren einblütigen Ährchen. Die Ährchen sind am Grunde weiblich, im oberen Teil männlich. Das Tragblatt der untersten Ähre hat oft eine laubartige Spitze und ist so lang wie die Ähre. Die Tragblätter der einblütigen Ährchen sind etwa 4 Millimeter lang, gekielt, rotbraun und am Rand breit weißhäutig. Die männlichen Blüten enthalten drei Staubblätter. Die weiblichen Blüten enthalten drei Narben. Die Frucht ist am Griffelrest stachelspitzig und etwa 3 Millimeter lang. Sie wird vom Tragblatt nicht ganz eingeschlossen, ist bei einer Länge von etwa 3 Millimetern sowie einer Breite von etwa 1 Millimeter eiförmig bis länglich, rundlich bis schwach kantig, grün bis hell-braun und matt.
Die Chromosomenzahl beträgt 2n = 76.

## Vorkommen
Die Zweiteilige Schuppensegge ist auf der Nordhalbkugel weitverbreitet. Das weite Verbreitungsgebiet reicht von Nordeuropa, den Pyrenäen, Alpen und den Karpaten bis zum Kaukasus und vom subarktischen Nordamerika mit Grönland bis zu den westlichen Vereinigten Staaten.
Sie gilt in Mitteleuropa als ein Eiszeitrelikt. In Mitteleuropa ist sie insgesamt sehr selten, und sie fehlt dort in weiten Gebieten. Sie bildet aber an ihren Standorten meist kleinere Bestände, so beispielsweise im Wallis, im Berner Oberland, in Graubünden, in den Berchtesgadener Alpen, in den Hohen Tauern und in der Obersteiermark.
Sie wächst in Mitteleuropa meist in Höhenlagen von 1700 bis 2500 Metern. Sie gedeiht in den Alpen in Höhenlagen von 1300 bis 2620 Metern. In der Nähe des Funtensees erreicht sie eine Höhenlage von 2570 Meter, in Graubünden 2620 Meter.
Die Zweiteilige Schuppensegge gedeiht am besten auf durchrieselten, basenreichen und meist kalkhaltigen, lockeren auf sickernassen, Kies- oder Sand-Böden. Sie erträgt Kälte. Sie kommt in Mitteleuropa nur an sickerfeuchten Hängen, an kiesigen oder sandigen Ufern alpiner Bäche und Rinnen vor. Die Zweiteilige Schuppensegge kommt im Gesamtverbreitungsgebiet in Quellfluren, in Flachmooren, auf Kiesbänken vor. Kobresia simpliciuscula ist eine Kennart des Kobresietum simpliciusculae aus dem Verband Caricion bicolori-atrofuscae.
Die ökologischen Zeigerwerte nach Landolt et al. 2010 sind in der Schweiz: Feuchtezahl F = 4fw+ (sehr feucht, stark wechselnd, im Bereich von fließendem Bodenwasser), Lichtzahl L = 5 (sehr hell), Reaktionszahl R = 4 (neutral bis basisch), Temperaturzahl T = 1+ (unter-alpin, supra-subalpin und ober-subalpin), Nährstoffzahl N = 1 (sehr nährstoffarm), Kontinentalitätszahl K = 3 (subozeanisch bis subkontinental).

## Taxonomie und Systematik
Die Erstveröffentlichung erfolgte im Jahre 1803 durch den schwedischen Botaniker Göran Wahlenberg unter dem Namen (Basionym) Carex simpliciuscula in Kongl. Vetenskaps Academiens Nya Handlingar, Band 24, S. 141. Die Neukombination zu Kobresia simpliciuscula (Wahlenb.) Mack. wurde 1923 durch Kenneth Kent Mackenzie in Bulletin of the Torrey Botanical Club, Volume 50, Issue 11, S. 349 veröffentlicht. Weitere Synonyme für Kobresia simpliciuscula (Wahlenb.) Mack. sind: Kobresia caricina Willd., Kobresia bipartita (All.) Dalla Torre.
Der seit 2015/16 akzeptierte wissenschaftliche Name ist aber Carex simpliciuscula Wahlenb. Buttler et al. 2017 haben in Beiträge zur Fortschreibung der Florenliste Deutschlands ... bestätigt, dass GlobaL Carex Group 2015 die Arten der ehemaligen Gattung Kobresia formal in die Gattung Carex gestellt haben und damit Carex simpliciuscula Wahlenb. der akzeptierte wissenschaftliche Name ist.
Man kann 3 Unterarten unterscheiden:
- Carex simpliciuscula Wahlenb. subsp. simpliciuscula: Sie kommt von Europa bis zum Kaukasus und vom subarktischen Nordmareika und Grönland bis New Mexico vor.[4]
- Carex simpliciuscula subsp. subfilifolia (T.V.Egorova, Jurtzev & V.V.Petrovsky) Anenkh.: Sie kommt von Sibirien bis zu Russlands Fernem Osten und dazu in Tibet vor.[4]
- Carex simpliciuscula subsp. subholarctica (T.V.Egorova) Saarela: Sie kommt vom europäischen Russland bis zum subarktischen Asien und in der Mongolei vor.[4]